# Marouan Chouiref

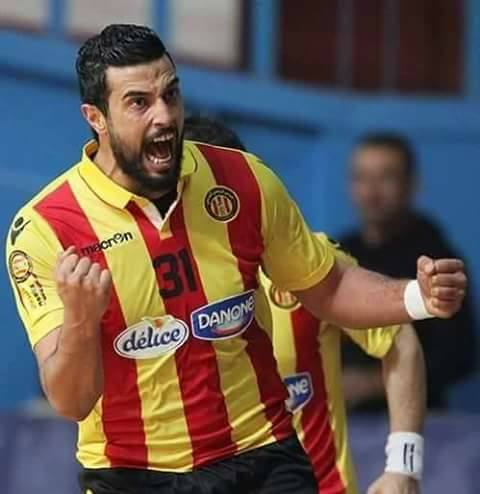
Chouiref sous le maillot de l'ES Tunis en 2016.

Marouan Chouiref (arabe : مروان شويرف), né le 27 mai 1990 à Tunis, est un handballeur tunisien jouant au poste de pivot.

## Carrière
En 2011, il termine avec la Tunisie à la troisième place du championnat du monde junior, où il finit meilleur buteur tunisien avec 41 buts marqués.
Il prend également part aux Jeux olympiques d'été de 2012 où l'équipe nationale atteint les quarts-de-finale.

## Palmarès

### Clubs
- Vainqueur du championnat de Tunisie : 2016, 2017
- Vainqueur de la coupe de Tunisie : 2011
- Vainqueur du championnat arabe des clubs champions : 2012
- Vainqueur de la Supercoupe d'Afrique : 2016

### Équipe nationale
Jeux olympiques
- Quart de finaliste aux Jeux olympiques de 2012 ( Royaume-Uni)
- 1er tour aux Jeux olympiques de 2016 ( Brésil)

Championnat du monde
- 11e au championnat du monde 2013 ( Espagne)
- 15e au championnat du monde 2015 ( Qatar)
- 19e au championnat du monde 2017 ( France)
- 12e au championnat du monde 2019 ( Danemark)

Championnat d'Afrique
- Médaille d'or au championnat d'Afrique 2018 ( Gabon)
- Médaille d'argent au championnat d'Afrique 2014 ( Algérie)
- Médaille d'argent au championnat d'Afrique 2016 ( Égypte)
- Médaille d'or au championnat d'Afrique 2018 ( Gabon)
- Médaille d'argent au championnat d'Afrique 2020 ( Tunisie)

Autres
- 4e au championnat du monde cadet 2009 ( Tunisie)
- Médaillé de bronze au championnat du monde junior 2011 ( Grèce)
- Médaillé de bronze aux Jeux panarabes de 2011 ( Qatar)

### Distinctions personnelles
- Meilleur pivot du championnat de Turquie : 2018